# Teresita (Oklahoma)
Teresita es un lugar designado por el censo ubicado en el condado de Cherokee en el estado estadounidense de Oklahoma. En el Censo de 2010 tenía una población de 159 habitantes y una densidad poblacional de 10,14 personas por km².

## Geografía
Teresita se encuentra ubicado en las coordenadas 36°7′23″N 94°58′49″O / 36.12306, -94.98028. Según la Oficina del Censo de los Estados Unidos, Teresita tiene una superficie total de 25.23 km², de la cual 25.23 km² corresponden a tierra firme y (0%) 0 km² es agua.

## Demografía
Según el censo de 2010, había 159 personas residiendo en Teresita. La densidad de población era de 10,14 hab./km². De los 159 habitantes, Teresita estaba compuesto por el 58.49% blancos, el 0.63% eran afroamericanos, el 28.93% eran amerindios, el 4.4% eran asiáticos, el 0% eran isleños del Pacífico, el 0.63% eran de otras razas y el 6.92% pertenecían a dos o más razas. Del total de la población el 1.89% eran hispanos o latinos de cualquier raza.